# Centre botanique de La Presle
Pour les articles homonymes, voir Presle.
Le centre botanique de La Presle  est un jardin botanique situé sur la commune de Nanteuil-la-Forêt dans le département français de la Marne.

## Description
À l'origine, le site est une pépinière. Depuis, le centre regroupe sur 2 ha un jardin et des pépinières, et accueille des visites et des formations.
Spécialisé sur les plantes de terrain calcaire, il est connu pour ses collections de saules et de spirées. Fin 2005, il est labellisé Jardin remarquable,.